# برخورد (فیلم ۲۰۲۱)
برخورد (به انگلیسی: Invasion) یک فیلم دلهره‌آور و درام بریتانیایی-آمریکایی محصول سال ۲۰۲۱ به کارگردانی مایکل پیرس با بازی ریز احمد، اکتاویا اسپنسر، جنینا گاوانکار، روری کاکرین و لوسیان-ریور چوهان است.

## داستان
درمورد پدری می‌باشد که برای نجات ۲ پسر خود از تهدیدی ناشناخته سفری رو آغاز می‌کند، هر دو پسر او باید دنیای کودکی‌شان را پشت سر بگذارند.

## فیلمبرداری
فیلمبرداری در اکتبر سال ۲۰۲۰ آغاز شد.